# ستيفانو شيميني
ستيفانو شيميني (بالإيطالية: Stefano Chimini)‏ (23 مايو 1993 في إيطاليا - ) هو لاعب كرة قدم إيطالي في مركز حراسة المرمى. لعب مع نادي مونزا ونادي فيرالبيسالو وASD Fersina Perginese ‏ وUC AlbinoLeffe ‏.